# Ејалија
Ејалија (грч. Αιγιάλεια) општина је у Грчкој. По подацима из 2011. године број становника у општини је био 49.872.

## Становништво
| 2011.  |
| ------ |
| 49.872 |